# Смичка (Туринський міський округ)
Сми́чка (рос. Смычка) — селище у складі Туринського міського округу Свердловської області.
Населення — 385 осіб (2010, 527 у 2002).
Національний склад населення станом на 2002 рік: росіяни — 92 %.